# Auchmeromyia reidi
Auchmeromyia reidi är en tvåvingeart som beskrevs av Zumpt 1959. Auchmeromyia reidi ingår i släktet Auchmeromyia och familjen spyflugor.
Artens utbredningsområde är Sudan. Inga underarter finns listade i Catalogue of Life.